# ديفون كونواي
ديفون كونواي (بالإنجليزية: Devon Conway) (8 يوليو 1991 في جنوب أفريقيا - ) هو لاعب كريكت جنوب أفريقي. لعب مع Dolphins (South African cricket team) ‏ وGauteng (cricket team) ‏ وImperial Lions ‏.

## وصلات خارجية
- ديفون كونواي على موقع إي آس بي آن كريك إنفو (الإنجليزية)